# Franz Ritter von Epp
Franz Xaver Schwarz (16 oktober 1868, München - 31 januari 1947, aldaar), die zich sinds 1916 bovendien Ritter von Epp mocht noemen, was een Duits generaal en politicus voor de NSDAP afkomstig uit Beieren en gedurende de gehele nationaalsocialistische periode, dat wil zeggen van 1933 tot 1945, de Reichsstathalter van deze deelstaat.

## Jeugd en vroege opleiding
Franz was de oudste zoon van de bekende realistische kunstschilder Rudolf Epp en zijn vrouw, Katharina, overleden in 1912. Het katholieke gezin telde verder nog twee jongere zussen met de namen Helene en Auguste. In München ging hij naar de lagere en middelbare school.

## Militaire carrière
Franz Xaver Schwarz trad in 1887 toe tot het Beierse leger, dat destijds nog een onafhankelijk onderdeel was binnen de door Pruisen gedomineerde Duitse strijdkrachten. Hij diende in de koloniale strijdkrachten in Duits-Zuidwest-Afrika (nu Namibië) tijdens de Herero-oorlog en onderving hiervoor verschillende onderscheidingen. Ook maakte hij als adjudant deel uit van de generale staf. In  1900 vertrok Epp als vrijwilliger van het Ostasiatischen Infanterieregiment naar China, waar destijds de Bokseropstand woedde.
In 1914 vocht hij aan het westfront, en hij nam onder meer deel aan de gevechten nabij Saarburg, waarvoor hij wederom het IJzeren Kruis 1914 ontving. In datzelfde jaar werd hij bevorderd tot luitenant-kolonel (Duits: Oberstleutnant) en benoemd tot commandant van het Leib-Regiment. Vanaf medio 1915 werd hij ingezet in Zuid-Tirol. Later in datzelfde jaar vocht hij in Servië en aan de Griekse grens. In 1916 nam het Leib-Regiment met Epp deel aan de succesvolle verovering van Fleury tijdens het Verdun-offensief, waarvoor hij op 23 juni 1916 het Ridderkruis van de Militaire Max Joseph-Orde ontving. Vanwege de daarmee gepaard gaande verheffing tot de adelstand mocht hij zichzelf vanaf dat moment Ridder van Epp noemen.

## Politieke carrière

### Ritter von Epp alsFreikorpslid
Na de oorlog leidde hij een van de Vrijkorpsen, paramilitaire eenheden die betrokken waren bij het neerslaan van communistische en socialistische opstanden in Duitsland. Dit deed hij in opdracht van de sociaaldemocraat Gustav Noske. De minister van Defensie van het nieuwe Duitse Rijk wilde dat onder leiding van Epp de voormalige oostelijke Duitse grenswachteenheden tot een dergelijk Freikorps werden omgevormd. Zulke eenheden vielen immers niet onder het "Diktat von Versailles", dat behoud en wederoprichting van een groot leger verbood. Zodoende werd hij commandant van het beruchte Freikorps Epp.

### Lidmaatschap van de NSDAP
In de vroege jaren 1920 raakte Epp, gedesillusioneerd door de slechte staat van gesteldheid van zijn land en zijn antisemitische opvattingen die niet strookten met die van de Bayerische Volkspartei, betrokken bij de nationaalsocialistische beweging. Hij sloot zich aan bij de NSDAP (Nationalsozialistische Deutsche Arbeiter-Partei) en speelde een rol bij de opkomst van Adolf Hitler. Hierdoor moest hij wel het leger verlaten: hij voorkwam zijn ontslag eind 1923 door op 31 oktober 1923 vrijwillig als luitenant-generaal de Reichswehr te verlaten. Hij behield zijn goede band met de strijdkrachten en bemiddelde bij de Bierkellerputsch tussen Hitler, Ludendorff en Röhm enerzijds en de Beierse regeringstroepen anderzijds.

## Politieke posities in het Derde Rijk

### Vroege functies
Franz von Epp trad officieel pas later tot de partij toe, tot die tijd hield hij als militair vast aan zijn politiek neutraliteit. Toen de nazi's na de mislukte coup de parlementaire weg boven een staatsgreep verkozen en uiteindelijk veel stemmen binnen wisten te halen, werd Epp Reichstaglid. Hij speelde ook mee in Der Sieg des Glaubens, een bekende propagandafilm en was lid van de Akademie für deutsches Recht.

### Reichsstatthalter
Epp werd benoemd tot Reichsstatthalter ("Rijksstadhouder" of "Plaatsvervanger van het Rijk", dat wil zeggen "gouverneur") van Beieren in 1933, een positie die hij bekleedde tot het einde van de Tweede Wereldoorlog. In deze rol genoot hij een zekere mate van onafhankelijkheid als bestuurder van de regio Beieren, hoewel zijn bevoegdheden beperkt waren door de macht van de centrale regering in Berlijn enerzijds en de autonomie van de onderliggende Gauleiters anderzijds.

### Hoofd van het Kolonialpolitisches Amt en deReichskolonialbund
Op 5 mei 1934 benoemde Adolf Hitler Epp tot Reichsleiter van het Koloniale Politieke Bureau van de NSDAP (Kolonialpolitisches Amt) en in mei 1936 tot voorzitter van de Reichskolonialbund. Beide organisatie werden in 1943 afgeschaft in het kader van de Totaler Kriegseinsatz. Terwijl de oorlog vorderde nam Von Epp gedeeltelijk afstand van het nazisme; desondanks bleef hij vasthouden aan zijn standpunten met betrekking tot de Duitse koloniale ambities.

## Einde van de oorlog en dood
In april 1945 liet Paul Giesler hem arresteren op verdenking van verzetsactiviteiten. Omdat Franz von Epp aan een hartaandoening leed, werd hij aan het einde van de oorlog in Bad Nauheim met spoed in het ziekenhuis opgenomen. Op 9 mei 1945 waarschuwde een medewerker van het ziekenhuis de Amerikanen dat Epp daar als patiënt lag en hij werd gearresteerd en naar een krijgsgevangenkamp in München gestuurd in afwachting van zijn proces in Neurenberg. Hij stierf in gevangenschap op 31 januari 1947, op 78-jarige leeftijd.

## Ereburgerschap en vernoemingen in Beieren
- Ereburger van Ausburg (ingetrokken in 1946)
- Ereburger van Aichach (ingetrokken in 1945)
- Ereburger van Bad Reichenhall (ingetrokken in 1946)
- Ereburger van Coburg (ingetrokken in 1946)
- Ereburger van Eggenfelden (ingetrokken in 2011)
- Ereburger van Helmbrechts (ingetrokken in 1946)
- Ereburger van Kolbermoor (ingetrokken in 1946)
- Ereburger van Kreuth
- Ereburger van Laufen (Salzach) (ingetrokken in 1945)
- Ereburger van Ludwigshafen am Rhein (ingetrokken in 1945)
- Ereburger van Marktgemeinde Mittenwald
- Ereburger van München (ingetrokken in 1946)
- Ereburger van Neunburg vorm Wald (ingetrokken in 1947)
- Ereburger van Passau
- Ereburger van Rosenheim (ingetrokken in 1945)
- De school voor bergautosport van het Nationaal-Socialistisch Motorkorps (NSKK) in Kochel am See werd naar hem vernoemd.
- De lange autosportbaan in de gemeente Herxheim bei Landau/Palts werd bij aanvang van het nationaalsocialistische tijdperk omgedoopt tot het “Ritter-von-Epp-Stadion”. Na de oorlog werd de oorspronkelijke naam “Waldstadion Herxheim” wederom aangenomen, die tot op heden in gebruik is.